# Endrick Water
Das Endrick Water oder der River Endrick (schottisch-gälisch Eunarag) ist ein Fluss, der in das östliche Ende von Loch Lomond in Schottland fließt.
Der Lauf des Endrick Waters erstreckt sich über etwa 48 Kilometer. Sein Einzugsgebiet deckt einen Großteil des westlichen Distriktes Stirling ab. Der Burnfoot Burn fließt auf den südlichen Hängen der Gargunnock Hills und der Backside Burn fließt auf den östlichen Hängen der Fintry Hills, um Endrick Water zu bilden, das nach Süden fließt, bevor es am Fuße des westlichen Dammes des Carron Valley Reservoir scharf nach Westen abbiegt. Der Fluss fließt durch das Dorf Fintry und vorbei an Balfron und Drymen, bevor er Loch Lomond erreicht.